# فريلينية سنانية
فريلينية سنانية (الاسم العلمي:Freylinia lanceolata) هي نوع من النباتات تتبع جنس الفريلينية من الفصيلة الغدبية.